# Noia (járás)
Noia egy comarca (járás) Spanyolország Galicia autonóm közösségében, A Coruña tartományban. Székhelye . Népessége 2005-ös adatok szerint 36 482 fő volt.

## Települések
A székhely neve félkövérrel szerepel.
- Lousame
- Noia
- Outes
- Porto do Son